# Masami Yoshida
Masami Yoshida (吉田 雅美, Yoshida Masami, né le 14 juin 1958 à Arida et mort le 7 mars 2000 à Tokyo) est un athlète japonais, spécialiste du lancer du javelot.

## Biographie
Il remporte la médaille d'or du lancer du javelot lors des championnats d'Asie 1983, à Koweït, avec la marque de 79,50 m, et remporte par ailleurs les Jeux asiatiques de 1990.
Il se classe cinquième des Jeux olympiques de 1984 à Los Angeles.

### Palmarès
| Date | Compétition         | Lieu        | Résultat | Épreuve           | Performance |
| ---- | ------------------- | ----------- | -------- | ----------------- | ----------- |
| 1981 | Championnats d'Asie | Tokyo       | 3e       | Lancer du javelot | 74,42 m     |
| 1983 | Championnats d'Asie | Koweït      | 1er      | Lancer du javelot | 79,50 m     |
| 1984 | Jeux olympiques     | Los Angeles | 5e       | Lancer du javelot | 81,98 m     |
| 1990 | Jeux asiatiques     | Pékin       | 1er      | Lancer du javelot | 77,26 m     |
| 1990 | Goodwill Games      | Seattle     | 3e       | Lancer du javelot | 77,36 m     |

### Records
| Épreuve           | Performance | Lieu  | Date         |
| ----------------- | ----------- | ----- | ------------ |
| Lancer du javelot | 75,96 m     | Tokyo | 25 août 1991 |